# José Holebas
José Holebas (Grieks: Ιωσήφ Χολέβας, Iosif Cholevas) (Aschaffenburg, 27 juni 1984) is een Grieks-Duits voetballer die doorgaans als linksback speelt. Holebas debuteerde in 2011 in het Grieks voetbalelftal.

## Clubcarrière
Holebas begon zijn loopbaan in 2002 bij SV Aschaffenburg-Damm. Hierna speelde hij voor FC Viktoria Kahl en het eerste en tweede elftal van 1860 München. Holebas verkaste in 2010 naar Olympiakos Piraeus, waarmee hij viermaal op rij landskampioen werd. Ook nam hij met Olympiakos elk seizoen deel aan de UEFA Champions League of UEFA Europa League. In het seizoen 2014/15 kwam Holebas uit voor AS Roma in de Serie A. Hij speelde vierentwintig competitiewedstrijd, waarvan drieëntwintig in het basiselftal. Ook speelde hij voor Roma in vijf Champions League-duels en vier Europa League-duels. Na het seizoen in Rome tekende Holebas een contract tot medio 2018 bij Watford, dat in het seizoen 2014/15 promoveerde naar de Premier League. De club betaalde tweeënhalf miljoen euro voor hem aan AS Roma, met nog tot € 500.000,- extra in het vooruitzicht aan eventuele bonussen. Hij tekende in augustus 2020 bij Olympiakos Piraeus. In september 2021 sloot hij aan bij FC Bayern Alzenau dat uitkomt in de Hessenliga.

## Interlandcarrière
Holebas debuteerde op 11 november 2011 in het Grieks voetbalelftal in een vriendschappelijke thuiswedstrijd tegen Rusland (1–1). Hij speelde de volledige wedstrijd. Hij maakte deel uit van de selectie voor het Europees kampioenschap voetbal 2012, waar hij twee van de vier wedstrijden in de basis stond en eenmaal inviel. In mei 2014 nam bondscoach Fernando Santos hem op in de selectie voor het wereldkampioenschap voetbal 2014 in Brazilië. Hij speelde alle vier duels van zijn land op het toernooi, waaronder ook de verloren achtste finale tegen Costa Rica.

## Erelijst
| Kampioen Super League | 5x | 2010/11, 2011/12, 2012/13, 2013/14, 2020/21 |
| Beker van Griekenland | 2x | 2011/12, 2012/13                            |